# Flåsjön, Uppland
Flåsjön är en sjö i Värmdö kommun i Uppland och ingår i Norrström-Tyresåns kustområde.